# Nordic Logistic Center
Nordic Logistic Center är en kombiterminal i direkt anslutning till Botniabanan vid Umeå godsbangård för effektiv intermodalitet med gods som transporteras med tåg, båt, väg. Inom området finns även lagerhotell och ett cirka 40 hektar stort område för företagsetableringar, NLC Park. Förbunden med Botniabanan på Umeå godsbangård.
NLC Terminal och NLC Park drivs av det kommunala bolaget INAB (Infrastruktur i Umeå AB), Umeå kommun, Trafikverket och Region Västerbotten.